# Nephelomys keaysi
Nephelomys keaysi és una espècie de mamífer rosegador de la família dels cricètids. Viu a altituds d'entre 1.000 i 2.600 msnm a Bolívia i el Perú. El seu hàbitat natural són els boscos humits de iunga primaris i secundaris. Es creu que no hi ha cap amenaça significativa per a la supervivència d'aquesta espècie, però algunes poblacions estan afectades per la desforestació i la transformació del seu medi per a usos agrícoles.
L'espècie fou anomenada en honor de Herbert H. Keays, que en recollí l'holotip.